# آيتونا
بلدية آيتونا (بالكاتالانية: Aitona) هي بلدية صغيرة تقع في مقاطعة قطلونيا في إسبانيا، وبلغ عدد سكانها 2370 نسمة عام 2006.

## الاقتصاد
النشاط الاقتصادي الرئيسي هو الزراعة، وبالأخص زراعة الفاكهة.